# Анархизм в Азербайджане
Анархизм — политическое движение небольшого меньшинства в Азербайджане, хотя и имеет уникальные корни.

## История
Анархисты впервые появились в 1904 году в окрестностях Баку. Пик активности пришелся на 1906—1907 годы, когда количество анархистских организаций в Азербайджане выросло до 40. Однако, по данным местных властей, членов было немного.

## Организации
Наиболее влиятельные организации были созданы в 1905 году анархо-коммунистами под названием «Анархия», родом из центра города, и «Борьба» из Биби-Эйбата. В то же время образовалось несколько групп, в том числе «Бунт» из Балаханы и «Интернационал» из Чёрного города. Во время формирования «Анархии» в нее вошли несколько социал-демократов, работавших на бакинских заводах. 1 июля 1906 года фракция Анархии организовала новую группу, получившую название «Красная сотня». Эти «красносотенцы» объяснили свой выбор критикой офисной бюрократии Анархии, а также приверженностью к эффективным методам борьбы. Позже образовалось множество мелких анархистских групп, в том числе «Анархисты-индивидуалисты», «Чёрный ворон», «Анархисты-подрывники», «Красный флаг», «Террор», «Земля и свобода», «Азад» (свободные) и другие.

### Демографический фон
Согласно полицейским отчетам, национальный состав анархистских организаций был исключительно русским (за исключением «Азад»). Однако во многие организации входило большое количество армян — бывших гнчаков, дашнаков, порвавших со своей партией. Евреи-анархисты — бывшие социал-демократы — избрали террористические методы борьбы и действовали в основном против сионистских организаций. В группу «Красная сотня» входили также восемь грузин. Средний возраст в этих организациях составлял 28-30 лет (самому молодому было 19 лет, самому старшему — 35).

### «Анархия»
«Анархия» была основана бывшим гнчаком С. Калашянцем, который в начале 1906 года выпустил брошюру «К борьбе и анархии». Он был убит 5 сентября 1906 года дашнаками в отместку за убийство И. Долуханова, богатого фабриканта дашнака.

### «Азад»
«Азад» был основан в 1906 году и считался крупнейшей из существовавших тогда небольших групп, таких как «Бунт» и «Террор». У них было 15 членов на пике, в том числе бывшие члены банды, которые стали местными анархистами. Группу возглавляли два брата — Ага Карим и Ага Сангули. «Азад» враждовал с местными миллионерами, которых возглавлял Теймур Ашурбеков (дед Сары Ашурбейли). В конце 1907 года Карим Ага и Ашурбеков были арестованы, «Азад» распался, а оставшиеся члены присоединились к другим группам.

## Идеологические различия
Анархисты Баку в основном состояли из двух отдельных идеологических подразделений:
- Анархо-коммунисты: «Анархия», «Чёрный ворон», «Азад», «Красная сотня», «Красное знамя», «Бунт», «Земля и свобода», «Интернационал»
- Анархо-индивидуалисты: «Террор», «Анархисты-подрывники», «Индивидуалисты-анархисты» и «Бакинское общество террористов и анархических индивидуалистов» (основано П. Ф. Калининым в 1906 году, 1 мая)

## Последствия
Анархистские организации потеряли много последователей из-за своей жестокой борьбы с системой, убийств и взрывов. В марте 1908 года 50 членов Красной сотни были арестованы и приговорены к ссылке в Сибирь. В 1909 году были арестованы почти все члены группировок «Чёрный ворон», «Террор» и «Красный флаг». Остальные небольшие группы распались. После массовых репрессий 1908—1909 годов анархистское движение в Азербайджане не восстановилось.

## Текущая ситуация
В феврале 2013 года тремя азербайджанцами была основана Бакинская ассоциация индивидуальных анархистов (БАИА). Группа считает себя преемницей Бакинского общества террористов и анархистов-индивидуалистов, которое было основано П. Ф. Калининым, и считает себя старейшей действующей неправительственной организацией в истории Азербайджана.
9 мая 2016 года, накануне дня рождения Гейдара Алиева, на постаменте памятника Алиеву в Баку появились граффити с надписями «С праздником рабов!» и «К черту систему!», дополненные «А» в круге. На следующий день азербайджанские анархисты Байрам Мамедов и Гияс Ибрагимов были задержаны полицией якобы за нанесение граффити. Во время ареста в их квартирах был изъят героин, и пара была арестована на 4 месяца до суда, причем суд расследует утверждения о применении полицией пыток к задержанным. Пара была приговорена к 10 годам тюремного заключения по обвинению в незаконном обороте наркотиков, хотя позже они были освобождены в марте 2019 года после амнистии почти 400 политических заключенных.
27 сентября 2020 года Гияс Ибрагимов был вновь задержан Службой государственной безопасности за антивоенные высказывания в социальных сетях: «Псевдопатриоты говорят, что хотят войны сейчас, чтобы конфликт не передался будущим поколениям. Они не видят, что не дают возможности прийти следующему поколению». — в связи с гибелью школьников во время Второй Карабахской войны.
4 мая 2021 года Байрам Мамедов был найден мёртвым в Стамбуле, предположительно он зашёл в море на пляже Мода за два дня до этого и, по сообщениям, больше не выходил оттуда. Несмотря на то, что официальное расследование не было начато, государственные информационные агентства сообщили о смерти как о самоубийстве, но близкие друзья Мамедова оспорили эти сообщения. В июле 2021 года стало известно, что Байрам Мамедов, его отец и мать Гияса Ибрагимова были объектами слежки со стороны правительства Азербайджана с использованием шпионского программного обеспечения Pegasus, разработанного израильской группой NSO.